# NGC 3360
NGC 3360 ist eine Spiralgalaxie vom Hubble-Typ Sc im Sternbild Sextant. Sie ist schätzungsweise 370 Millionen Lichtjahre von der Milchstraße entfernt.
Das Objekt wurde im Jahre 1880 von Andrew Ainslie Common entdeckt.